# BBC Sport
BBC Sport es una división de la BBC (British Broadcasting Corporation), encargada de cubrir noticias, eventos y programas deportivos. Ofrece una amplia gama de transmisiones deportivas en vivo, reportajes, análisis y contenido relacionado con deportes como fútbol, tenis, rugbi, críquet y muchos más. Su plataforma incluye la televisión, la radio y el acceso digital, siendo especialmente conocida por sus coberturas sin interrupciones de eventos importantes y por proporcionar contenido deportivo de acceso gratuito a través de su sitio web y la aplicación móvil BBC Sport.

## Historia
La BBC ha transmitido deportes durante varias décadas bajo nombres de programas individuales y títulos de cobertura. Grandstand fue uno de los programas deportivos más destacados, transmitiendo deportes durante casi 50 años. La BBC comenzó a usar la marca BBC Sport en 1988, para los Juegos Olímpicos de Seúl, al introducir la cobertura con una breve animación de un globo terráqueo rodeado por cuatro anillos de colores. Esta práctica continuó durante las dos décadas siguientes. Con el lanzamiento del sitio web de BBC News en 1997, el deporte se integró por primera vez en la presencia en línea de la BBC.
En mayo de 2007, el BBC Trust aprobó planes para trasladar varios departamentos de la BBC, incluido BBC Sport, a un nuevo complejo en Salford. Este desarrollo en MediaCityUK representó una importante descentralización de los departamentos de la BBC desde Londres y una inversión clave en el norte de Inglaterra, donde el gasto de la BBC había sido previamente bajo. El departamento se mudó gradualmente a Quay House, MediaCityUK, a finales de 2011 y principios de 2012, con los primeros boletines deportivos transmitidos desde el nuevo centro de BBC Sport el 5 de marzo de 2012.
En 2017, BBC Sport lanzó una nueva identidad visual al aire, convirtiéndose en la primera propiedad de la BBC en implementar la nueva tipografía corporativa del medio.

## Logotipos
|            |
| 2003-2017. |

|            |
| 2017-2021. |

|                               |
| Utilizado brevemente en 2022. |

|           |
| 2022-act. |

## Premios

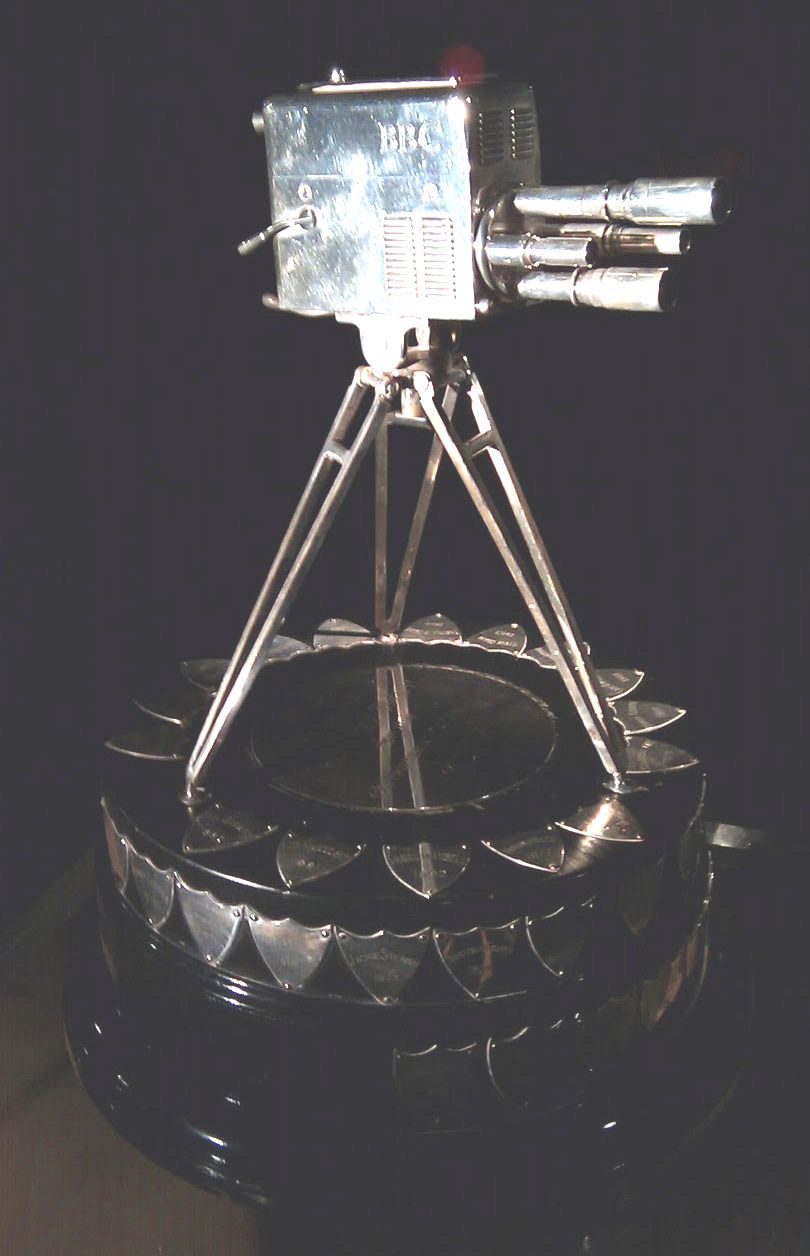
Premio BBC Sports Personality of the Year.

BBC Sport otorga varios premios en reconocimiento a la comunidad deportiva. El más destacado es el premio BBC Sports Personality of the Year (BBC Sports Personalidad del Año) creado en 1954, que se entrega en una ceremonia de alto perfil cada diciembre. Además, se otorgan otros premios en la misma época del año que se centran en diferentes áreas de la industria deportiva, como los jóvenes talentos, entrenadores y preparadores físicos.
Estos premios incluyen los BBC Nations and Regions, que suelen presentar galardones en ceremonias locales por motivos similares. Los ganadores de estos premios locales a menudo son nominados para los premios nacionales, permitiendo que todas las regiones del país estén representadas en los premios nacionales.

### BBC Goal of the Season
BBC Goal of the Season es otro de los premios otorgados por la BBC para destacar el mejor gol de la temporada en la Premier League inglesa. Este premio, votado generalmente por los aficionados, celebra la creatividad, la técnica y la espectacularidad del gol seleccionado.
El premio tiene sus raíces en la cobertura deportiva a través del programa Match of the Day (MOTD). Aunque Match of the Day comenzó en 1964, el premio como tal se consolidó formalmente en la década de 1970, cuando el programa empezó a destacar los mejores goles de cada temporada en la Premier League y sus predecesoras. La iniciativa se centró en ofrecer a los aficionados la oportunidad de revivir los goles más espectaculares del fútbol inglés y, en muchos casos, involucrarlos en la elección del ganador mediante votaciones públicas. El primero en recibir este premio fue Ernie Hunt del Coventry City Football Club, en 1970. Algunos de los ganadores son: Dalian Atkinson, Tony Yeboah, Paul Gascoigne, Ryan Giggs, Dennis Bergkamp, Thierry Henry, Wayne Rooney, Robin van Persie, Steven Gerrard, Jamie Vardy, Mohamed Salah, Son Heung-Min, Julio Enciso y Alejandro Garnacho, entre otros.

## Servicios interactivos
BBC Sport ofrece un servicio en BBC Red Button. Este servicio ofrece una transmisión múltiple de deportes que cubre noticias deportivas, además de cinco transmisiones que pueden emitir deportes a través del Red Button. Esto se utiliza con frecuencia para ofrecer cobertura continua y resultados sin comentarios, o para un evento deportivo alternativo que no puede ser cubierto en los principales servicios de televisión o radio de la BBC. Un ejemplo clave son las transmisiones de los Campeonatos de Wimbledon, ya que los partidos en otras canchas pueden mostrarse a través del Red Button mientras se lleva a cabo un partido de mayor categoría en una cancha principal en el servicio de televisión principal.